# Serge Maury
Serge Maury (Bordéus, 24 de julho de 1964) é um velejador francês, campeão olímpico e campeão mundial da classe finn.

## Carreira
Jonathan Lobert representou seu país nos Jogos Olímpicos de 1972 e 1976, na qual conquistou a medalha de ouro em 1972 na classe finn.